# 奪!童貞。
奪!童貞。（だつ!どうてい。）は、にったじゅんの成人向け漫画作品。三和出版より2002年単行本で発行された。ISBNコードは ISBN 9784883561339 。

## 解説
全11編の収録された短編集で、その全てが童貞喪失をテーマとしている。性経験のない気弱な男性が性経験の豊富な女性から玩具扱いされつつ手ほどきを受け童貞喪失を遂げるが、女性はまったく満足しておらず更に搾りとられる、他の男を呼ぶ、男性を置き去りにして去っていくといった流れの作品が主である。
この作品を有名たらしめているのは収録作品中の一編「PAY BACK」中の1コマの存在である。性経験がないことを告白する男子生徒に対し、女子生徒2人組が「えーマジ童貞!?」「キモーイ」「童貞が許されるのは小学生までだよねー」「キャハハハハハハ」という言葉を浴びせている。この侮蔑的かつ挑発的なコマはふたば☆ちゃんねるで紹介されて話題となり、間もなくこれを模したアスキーアート作品が作られ、キモーイガールズと呼ばれるようになり、2012年現在でも使用されている。また、当該コマの2人の女生徒を様々なマンガ・アニメ・ゲームの登場人物や実在の人物にすげ換え、セリフを改変したパロディも無数に作られている。このようににったじゅんの作品に登場する女性を代表するかのような彼女たちであるが、この後バカにした男子がレディース暴走族の総番の弟であることが判明し、弟を溺愛する姉から徹底的な報復を受けるというにったじゅん作品でも唯一の皮肉な展開となっている。

## 収録作品
- オトメゴコロ
- Happy Go Lucky
- 推薦の条件
- 元気出してねお兄ちゃん
- 放課後EXPERIMENT
- PAY BACK
- 玩具
- A DOG'S VACATION
- あこがれ
- with
- TWINS